# دیو البرتون
دیو البرتون (انگلیسی: Dave Albritton; april 13, 1913 – ۱۴ مهٔ ۱۹۹۴) سیاست‌مدار اهل ایالات متحده آمریکا بود.